# دنیلسون گابونیتا
دنیلسون گابونیتا بازیکن فوتبال اهل برزیل است 